# Neouracanthus
Neouracanthus is een kevergeslacht uit de familie van de boktorren (Cerambycidae). De wetenschappelijke naam van het geslacht werd voor het eerst geldig gepubliceerd in 1938 door McKeown.

## Soorten
Neouracanthus is monotypisch en omvat slechts de volgende soort:
- Neouracanthus nigroterminatus McKeown, 1938